# Максимка (фильм)
«Макси́мка» — советский цветной художественный фильм, снятый по мотивам одноимённого рассказа из сборника «Морские рассказы» Константина Станюковича, а также его повести «Вокруг света на „Коршуне“». Вышел на экраны 10 февраля 1953 года.

## Сюжет
1864 год. 
Русский корвет «Богатырь» в водах Атлантического океана встречает американское судно. 
В его трюме живой товар — негры. Через два дня матросы «Богатыря» снимают с обломков разбитого штормом американского корабля мальчика-негра. 
Запуганный и забитый работорговцами, негритёнок находит в русских матросах добрых и отзывчивых людей.
Вскоре мальчик, прозванный матросами Максимкой, становится любимцем всей команды. 
Особенно горячо привязывается к мальчику матрос Лучкин. 
Любовь к Максимке помогает Лучкину, стремившемуся утопить в вине тяжкое чувство обиды, нанесённой ему самодуром-помещиком, вновь обрести смысл и цель существования. 
Негритёнок платит своему старшему русскому другу нежной привязанностью. Он деятельно помогает команде «Богатыря» вызволить Лучкина из заточения на американском судне, куда насильно затащили его вербовщики рабочей силы. 
За проявленную находчивость и мужество при спасении Лучкина капитан «Богатыря» приказывает зачислить Максимку в команду корвета и присваивает ему фамилию Богатырёв. Так Максимка становится юнгой русского флота.

## В ролях
| Актёр              | Роль                                       |
| ------------------ | ------------------------------------------ |
| Борис Андреев      | матрос Лучкин                              |
| Николай Крючков    | боцман Тарас Матвеич                       |
| Толя Бовыкин       | Максимка                                   |
| Сергей Курилов     | капитан корвета Николай Фёдорович          |
| Степан Каюков      | старший офицер Василий Андреевич           |
| Владимир Балашов   | старший лейтенант Аркадий Павлович Чебыкин |
| Вячеслав Тихонов   | лейтенант Александр Иванович Горелов       |
| Марк Бернес        | корабельный врач                           |
| Пётр Соболевский   | штурман Иваныч                             |
| Константин Сорокин | писарь Сойкин                              |
| Николай Пишванов   | матрос Захарыч                             |
| Андрей Сова        | матрос Свистунов                           |
| Михаил Пуговкин    | матрос Артюхов                             |
| Михаил Астангов    | Капитан «Бетси», торговец неграми          |
| Эммануил Геллер    | помощник капитана «Бетси»                  |
| Александр Кашперов | боцман «Бетси» Ричардс                     |
| Николай Волков     | индус                                      |
| Роберт Росс        | чернокожий раб                             |
| Лев Олевский       | нищий с гитарой                            |
| Иван Матвеев       | матрос корвета «Богатырь»                  |

## Съёмочная группа
- Автор сценария: Григорий Колтунов
- Режиссёр: Владимир Браун
- Оператор-постановщик: Алексей Мишурин
- Художник-постановщик: Михаил Юферов
- Композиторы:
  - Игорь Шамо
  - Вадим Гомоляка
- Звукооператор: Андрей Демиденко
- Художник по костюмам: Цуния Майер
- Грим: Н. Шемякин
- Оператор комбинированных съёмок: Сергей Ревенко
- Директор фильма: Леонид Корецкий
- Заместитель директора: Алексей Ярмольский

## Критика
По мнению Петра Багрова, в творческом наследии В. Брауна «Максимку» (1952) можно считать адаптацией «В дальнем плавании» (1945) для детей. Кроме общей литературной основы К. М. Станюковича многие сюжетные ходы прямо перекочевали из первой картины во вторую (с той только разницей, что теперь причиной конфликта между матросами и командованием была не собака, а подобранный на тонущем корабле африканский мальчик). Фильм был рассчитан на взрослую аудиторию, но требования новой эстетики привели к значительному упрощению характеров и общей проблематики фильма. И все равно в 1953 году картина, построенная на качественной литературной основе, лишенная дидактики и пафоса, безусловно выигрывала на фоне не только «производственно-педагогических» драм Н. Лебедева, но и вполне взрослых и «проблемных» картин вроде «Серебристой пыли» А. Роома или «Любови Яровой» Фрида.